# Roles
Roles a fost rege al geților din Sciția Minor, în nordul Dobrogei actuale și aliat al romanilor. Fiind atacat de vecinul său Dapyx, solicită ajutorul romanilor care vin sub comanda lui Marcus Licinus Crassus și asediază cetatea lui Dapyx. Un trădător, le-a dat drumul în cetate, iar Dapyx și căpeteniile gete s-au sinucis pentru a nu cădea în mâinile dușmanilor. După aceea, a fost ocupată și partea de miazănoapte a Dobrogei, cu puternica cetate Genucla. Stăpânul de aici, regele get Zyraxes a fugit peste Dunăre.